# 14.º Jamboree Mundial Escoteiro
O 14.º Jamboree Escoteiro Mundial foi realizado de 29 de julho a 7 de agosto de 1975, e foi organizado pela Noruega em Lillehammer, às margens do Lago Mjøsa.
O Rei Olav V e Harald V da Noruega, então príncipe herdeiro, inaugurou o "Nordjamb '75", como ficou popularmente conhecido, na presença de 17.259 escuteiros de 94 países. O slogan era Five Fingers, One Hand (Cinco Dedos, Uma Mão) , um exemplo de cooperação internacional por parte dos cinco países nórdicos responsáveis pela sua organização.
Este slogan representava simbolicamente:
- Cinco dedos separadamente são pequenos e fracos, mas juntos formam uma unidade forte e eficiente
- Escoteiros de todos os cinco continentes se encontram no Jamboree Mundial
- Os cinco países nórdicos realizam conjuntamente um evento mundial

O slogan do Jamboree foi representado de várias maneiras, incluindo um evento que reuniu todos os participantes do Jamboree na arena central, onde formaram uma mão gigante que foi fotografada de uma aeronave voando acima.
O contingente britânico, liderado por Robert Baden-Powell, 3.º Barão Baden-Powell, incluía escoteiros de ramos nas Bermudas, Hong Kong e Rodésia.

## Programação
O programa deste Jamboree incluiu excursões nas montanhas por patrulhas internacionais, áreas de atividade, trilha nórdica, coro, visita ao museu cultural Maihaugen e a Jamboree Country Fair. Os relacionamentos que se desenvolveram foram em grande parte devido à calorosa hospitalidade dada a quase todos os escoteiros visitantes nas casas dos anfitriões. Este Jamboree incluiu no programa várias atividades envolvendo tecnologia moderna, bem como atividades tradicionais como o trekking, a orientação e o camping .
O Jamboree também foi visitado por Carl XVI Gustav da Suécia e o Príncipe Herdeiro Mohammed VI de Marrocos.

## Atividades
Cada escoteiro teve a oportunidade de participar das seguintes atividades:
- Atividades físicas
- Atividades aquáticas
- The North Trail
- Natureza e Conservação
- Artesanato
- Maihaugen (visita ao museu Maihaugen em Lillehammer)
- Cultura Nórdica e Democracia
- Tecnologia moderna
- Caminhada (caminhada de dois dias pela região nórdica) [3]

Em 2 de agosto de 1975, a Jamboree County Fair foi celebrada. Para este evento, as coroas Nord foram emitidas como moeda do acampamento.